# Country Club Heights
Country Club Heights – miasto w Stanach Zjednoczonych, w stanie Indiana, w hrabstwie Madison.